# Milionia brevis
Milionia brevis är en fjärilsart som beskrevs av Rothschild 1898. Milionia brevis ingår i släktet Milionia och familjen mätare. Inga underarter finns listade i Catalogue of Life.